# Jan Joseph Godfried van Voorst tot Voorst
Jan Joseph Godfried baron van Voorst tot Voorst sr. (Elden, 16 september 1846 - Arnhem, 17 januari 1931) was van 1914 tot 1929 voorzitter van de Eerste Kamer, lid van de RKSP, en luitenant-generaal der infanterie.
Hij was de vader van J.J.G. baron van Voorst tot Voorst jr. en H.F.M. baron van Voorst tot Voorst, en een broer van de gouverneur mr. A.E.J. baron van Voorst tot Voorst. Zijn schoonvader was de jurist en politicus mr. W.C.C.J. Cremers.
Van 1898 tot 1900 was hij garnizoenscommandant van Maastricht.